# 2K32 Děva
2K32 Děva (rusky 2К32 «Дева» podle indexu GRAU) je ruský mobilní obojživelný dělostřelecký komplet obsahující 82mm minomet 2B24 Děva a vyvinutý Ústředním výzkumným ústavem Burevěstnik z Nižního Novgorodu. Komplet kromě minometu tvoří ještě pásové obrněné vozidlo 2S24 na bázi MT-LB a montážní sestava 2F510-2.
Vznikl za účelem zvýšení mobility a efektivity minometných baterií horských jednotek Pozemních sil Ruské federace. Vozidlo má posádku o počtu šesti vojáků, přičemž k obsluze samotného minometu postačují pouze dva. S minometem lze pálit jak zevnitř obrněnce, tak i zvenku. 2K32 vozí s sebou zásobu 84 dělostřeleckých min. Disponuje i věží s 7,62mm kulometem PKT, který lze nahradit 12,7mm kulometem Kord.